# فورت إم فالد
فورث در جنغل (بالألمانية: Furth im Wald) هي بلدة ألمانية تقع في ألمانيا في Cham (district).

## المدن التوأمة
مدن Ludres، Furth bei Göttweig و دوماجليتسه هي مدن توأمة لـفورث در جنغل.

## معرض صور

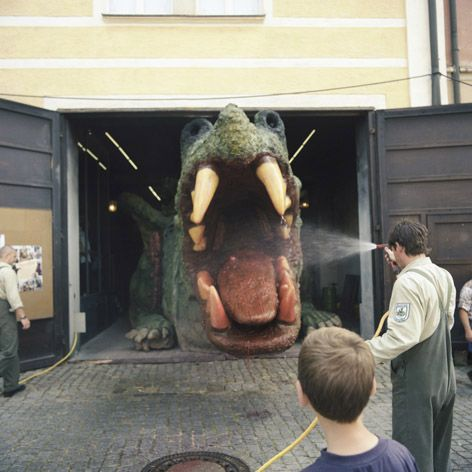
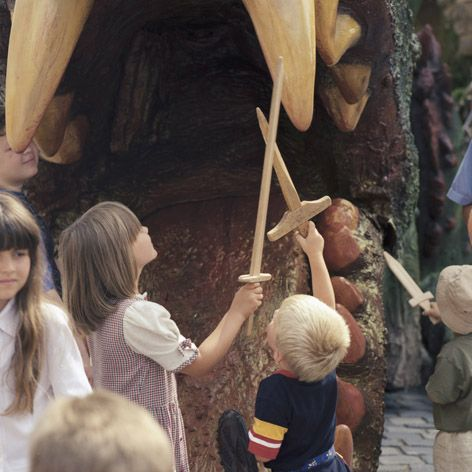
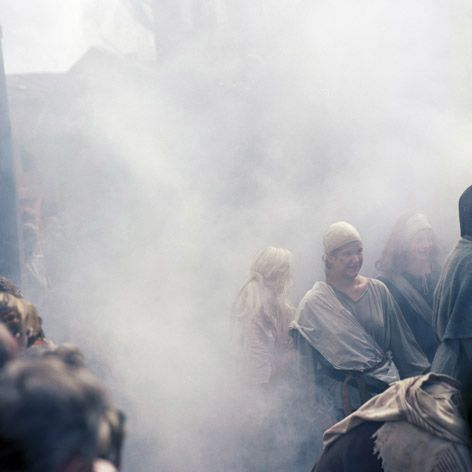
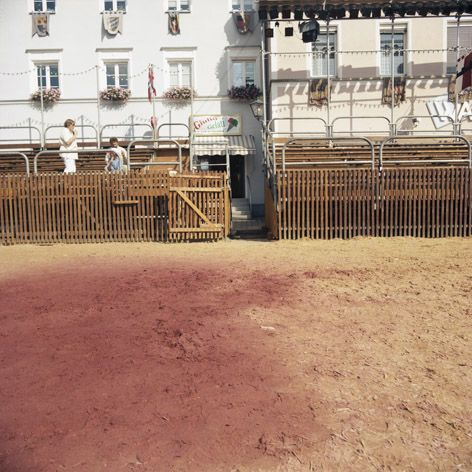

## أعلام
- لوتار بوب
- هيلموت شتورم
- ألويس فيشر